# Salomé di Iorio
Jessica Salomé di Iorio (* 23. Juli 1980) ist eine argentinische Fußballschiedsrichterin.

## Werdegang
Seit 2004 steht di Iorio auf der Liste der FIFA-Schiedsrichter und leitet internationale Fußballpartien.
Bei der Südamerikameisterschaft 2006 in Argentinien leitete sie zwei Gruppenspiele.
Am 18. Oktober 2009 pfiff di Iorio das Finale der Copa Libertadores Femenina 2009 zwischen dem FC Santos und Universidad de Asunción (9:0).
Beim olympischen Fußballturnier 2012 in London leitete di Iorio zwei Partien, ein Gruppenspiel sowie das Viertelfinale zwischen den Vereinigten Staaten und Neuseeland (2:0).
Bei der Weltmeisterschaft 2015 in Kanada leitete di Iorio drei Spiele, darunter das Achtelfinale zwischen Frankreich und Südkorea (3:0).
Zudem war sie bei der U-20-Weltmeisterschaft 2014 in Kanada sowie (jeweils als Videoschiedsrichterin) bei der U-20-Weltmeisterschaft 2022 in Costa Rica und der U-17-Weltmeisterschaft 2022 in Indien im Einsatz.
Im Januar 2023 wurde di Iorio als Videoschiedsrichterin für die Weltmeisterschaft 2023 in Australien und Neuseeland nominiert.

## Einsätze bei Turnieren

### Olympisches Fußballturnier 2012
| Phase         | Datum         | Spielort  | Heimmannschaft     | Gastmannschaft | Ergebnis  |
| ------------- | ------------- | --------- | ------------------ | -------------- | --------- |
| Gruppenphase  | 25. Juli 2012 | Coventry  | Schweden           | Südafrika      | 4:1 (3:0) |
| Viertelfinale | 3. Aug. 2012  | Newcastle | Vereinigte Staaten | Neuseeland     | 2:0 (1:0) |

### Fußball-Weltmeisterschaft 2015
| Phase        | Datum         | Spielort | Heimmannschaft | Gastmannschaft | Ergebnis  |
| ------------ | ------------- | -------- | -------------- | -------------- | --------- |
| Gruppenphase | 9. Juni 2015  | Montreal | Spanien        | Costa Rica     | 1:1 (1:1) |
| Gruppenphase | 15. Juni 2015 | Moncton  | Elfenbeinküste | Norwegen       | 1:3 (0:1) |
| Achtelfinale | 21. Juni 2015 | Montreal | Frankreich     | Südkorea       | 3:0 (2:0) |